# Greg Tansey
Gregory James Tansey, connu sous le nom de Greg Tansey, né le 21 novembre 1988 à Huyton, est un footballeur anglais, qui évolue au poste de milieu de terrain au sein du club de Saint Mirren.

## Biographie
Le 17 janvier 2014, il rejoint le club écossais Inverness Caledonian Thistle, pour la deuxième fois de sa carrière. Le 30 mai 2015, il joue la finale de la Coupe d'Écosse. Inverness remporte le match 2-1.
Le 9 juin 2017, il rejoint Aberdeen.
Le 9 janvier 2018, il est prêté à Ross County .
Le 8 janvier 2019, il rejoint Saint Mirren.

## Palmarès
- Inverness Caledonian Thistle
  - Vainqueur de la Coupe d'Écosse en 2015